# Ottone III di Ravensberg
Ottone di Calvelage in tedesco: Otto III. (Ravensberg) (1246 – 25 marzo 1306) è stato un nobile tedesco, fu conte di Ravensberg, dal 1249 alla sua morte.

## Origine
Ottone, secondo il Zeitschrift für vaterländische Geschichte und Altertumskunde, Volume 1, era il figlio primogenito del conte di Ravensberg, Ludovico e della moglie, Adelaide di Dassel, figlia del conte Adolfo di Dassel e della moglie Adelaide di Schwarzburg. Ludovico di Ravensberg, secondo il Zeitschrift für vaterländische Geschichte und Altertumskunde, Volume 1, era il figlio maschio terzogenito del conte di Ravensberg, Ermanno II e della moglie Giuditta di Turingia, figlia di Ludovico II, langravio di Turingia e della moglie, Giuditta "Jutta" di Svevia, sorellastra dell'imperatore Federico I Barbarossa, come confermato dalla Historia Brevis Principum Thuringiæ.

## Biografia
All'inizio del 1249, secondo il documento n° XVII del Diplomatische Geschichte der alten Grafen von Ravensberg, suo padre, Ludovico, assieme a sua madre, Adelaide (Ludovicus Dei gratia comes Ravensbergensis et Alheydis comitissa uxor ipsius), fece un'ultima donazione.
Suo padre, Ludovico morì nel gennaio di quello stesso anno e Ottone gli succedette, sotto la tutela della madre, Adelaide, che si scontrò con Bernardo di Lippe, il fratello della prima moglie di suo padre, Ludovico, che pretese la tutela di Ottone e del fratello, Ludovico, quindi occupò con la forza il Castello di Ravensberg e assunse la reggenza per conto di Ottone III.
Sua madre Adelaide si rifugiò con i due figli presso la signoria di Ratzeburg, feudo della famiglia materna.
Dopo il 1256, anche per l'interessamento del vescovo di Paderborn, Simone di Lippe, Ottone fu riconosciuto conte di Ravensberg.
Il documento n° XXXIX del Diplomatische Geschichte der alten Grafen von Ravensberg, ci conferma Ottone conte di Ravensberg (Otto Dei gratia comes in Ravensberg).
Nel 1263, dopo la morte della madre, Adelaide (mater nostra pie memorie Alheidis), Ottone (Otto comes in Ravensberg), col consenso del fratello Ludovico, confermò una donazione della madre, come da documento n° XLI del Diplomatische Geschichte der alten Grafen von Ravensberg.
Nel 1264 Ottone III sconfisse il conte di Gesmold.
Nel 1265 il re di Danimarca, Eric V (Ericus Dei gratia Danorum Slavorumque rex), riconobbe Ottone ed il fratello Ludovico (viris nobilis domicellis Ottoni et Ludowico comitibus de Ravensburgh), eredi di parte delle proprietà di Giovanni Jacobsen, primo marito della loro madre, Adelaide, come risulta dal documento n° XLIII del Diplomatische Geschichte der alten Grafen von Ravensberg.
Nel 1267, lo stesso re Eric V riconobbe l'accordo raggiunto tra Ottone (Ottonem comitem de Ravensbergh) e gli altri eredi, come risulta dal documento n° XLIV  del Diplomatische Geschichte der alten Grafen von Ravensberg.
Nel 1282 Ottone III infine vendette la proprietà per oltre 330 marchi d'argento a un tale, Olaf Tagesen.
Nel 1267, Ottone prese parte alla Battaglia di Zülpich dalla parte dell'arcivescovo di Colonia, Engelbert von Falkenburg.
Nel 1270, Ottone risulta già sposato da almeno due anni in quanto secondo il documento n° XXXVIII del Codex diplomatum Benthemiensi si cita (Otto comes in Ravensberg) assieme alla moglie, Edvige (Hatewigis comitissa) e ai due figli, Ermanno e Ludovico (pueris Hermanno et Lodevico heredibus nostris).
Nel 1275 Ottone III e la moglie Edvige (Otto comes, Hattewige comitissa in Ravensberghe), secondo il documento n° LVI del Diplomatische Geschichte der alten Grafen von Ravensberg, intervennero per la chiesa di Santa Maria Vergine di Rulle, con il consenso dei figli (heredibus nostris Hermanno scil. et Ottone, Lothewico et Bernardo et filiabus Sophia et Alheide).
Nel 1276 Ottone III, secondo il Die Urkunden des Bisthums Münster von 1201-1300, band III fece una vendita alla città di Beckum, col consenso del fratello, Ludovico e la moglie Edvige e dei figli (fratris nostri domini Ludewici ecclesie sancti Johannis Osnaburgensis prepositi nec non uxoris nostre Hathewigis, heredum nostrorum Hermanni, Ludewici, Ottonis, Bernhardi, Jutte, Ode et Sophie).
Nel 1290, con la mediazione dell'arcivescovo di Colonia, Siegfried von Westerburg, Gerhard, Ottone riuscì a comprare il castello di Vlotho.
Il 14 luglio 1293, secondo il documento n° LXVIII del Diplomatische Geschichte der alten Grafen von Ravensberg, Ottone III con sua moglie Edvige (Otto comes et Hadewigis comitissa de Ravensbergh), col consenso dei figli (Hermannus prepositus Tungrensis, Otto canonicus Osnaburgensis, Lodewicus et Bernardus fratres predictorum comitis et comitisse filii heredesque) confermarono i privilegi al monastero di Bielefeld, l'attuale Neustädter Marienkirche, e fu stabilito che dovevano essere ammessi almeno 12 canoni e la legge sul patrocinio passò al conte di Ravensberg.
Ottone III morì nel 1306, il 25 marzo, come ci conferma il Necrologium Marienfeldense del Denkmäler alter Sprache und Kunst, Volume 2.Gli succedette il figlio Ottone come Ottone IV Conte di Ravensberg.

## Matrimonio e figli
Prima dell'8 novembre 1269, Ottone aveva sposato Edvige di Lippe, come ci viene confermato anche dai documenti del Diplomatische Geschichte der alten Grafen von Ravensberg n° LVI e LXVIII, dal documento n° XXXVIII del Codex diplomatum Benthemiensi, e dal documento nº 997 del Die Urkunden des Bisthums Münster von 1201-1300, band III; Edvige era figlia di Bernardo di Lippe e Sofia di Amsberg, come ci viene confermato dal documento n° n° XLIX del Diplomatische Geschichte der alten Grafen von Ravensberg. Edvige morì una decina di anni dopo il marito, anche lei nel mese di marzo, come ci conferma il Necrologium Marienfeldense del Denkmäler alter Sprache und Kunst, Volume 2.

Ottone da Edvige ebbe otto nove figli:
- Uda o Oda[17] († 25 giugno 1313), che sposò Giovanni I di Isenburg-Limburg[13];
- Edvige[17] († dopo il 1346), che sposò come seconda moglie Torgils Knutsson[22] (d. 9 February 1306);
- Ermanno[17] († dopo il 1297), citato varie volte[11][12][13], canonico a Osnabrück;
- Ludovico[17] († dopo il 1294), citato varie volte[11][12][13][14];
- Ottone[17] († 25 febbraio 1328), Conte di Ravensberg[16];
- Bernardo[17] (†  1346), Conte di Ravensberg[23];
- Sofia[17] (before 1276 – after 1328), che sposò Hildebald I, conte di Oldenburg-Altbruchhausen[24];
- Adelaide[17] († dopo il 1338), che sposò Otto I, Langravio di Hesse[25];
- Giuditta († prima del 1305), che sposò Teodorico II conte di Honstein-Klettenberg[13].

### Fonti primarie
- (LA)  Monumenta Germaniae Historica, Scriptores, Tomus XVI.
- (LA)  Monumenta Germaniae Historica, Scriptores, Tomus XXIV.
- (LA)  #ES Westfälisches Urkunden-Buch, band III: Die Urkunden des Bisthums Münster von 1201-1300.
- (LA)  #ES Denkmäler alter Sprache und Kunst, Volume 2.
- (LA)  #ES Diplomatische Geschichte der alten Grafen von Ravensberg.
- (LA)  #ES Codex diplomatum Benthemiensi.

### Letteratura storiografica
- (DE)  #ES Zeitschrift für vaterländische Geschichte und Altertumskunde, Volume 1